# Grand cloître

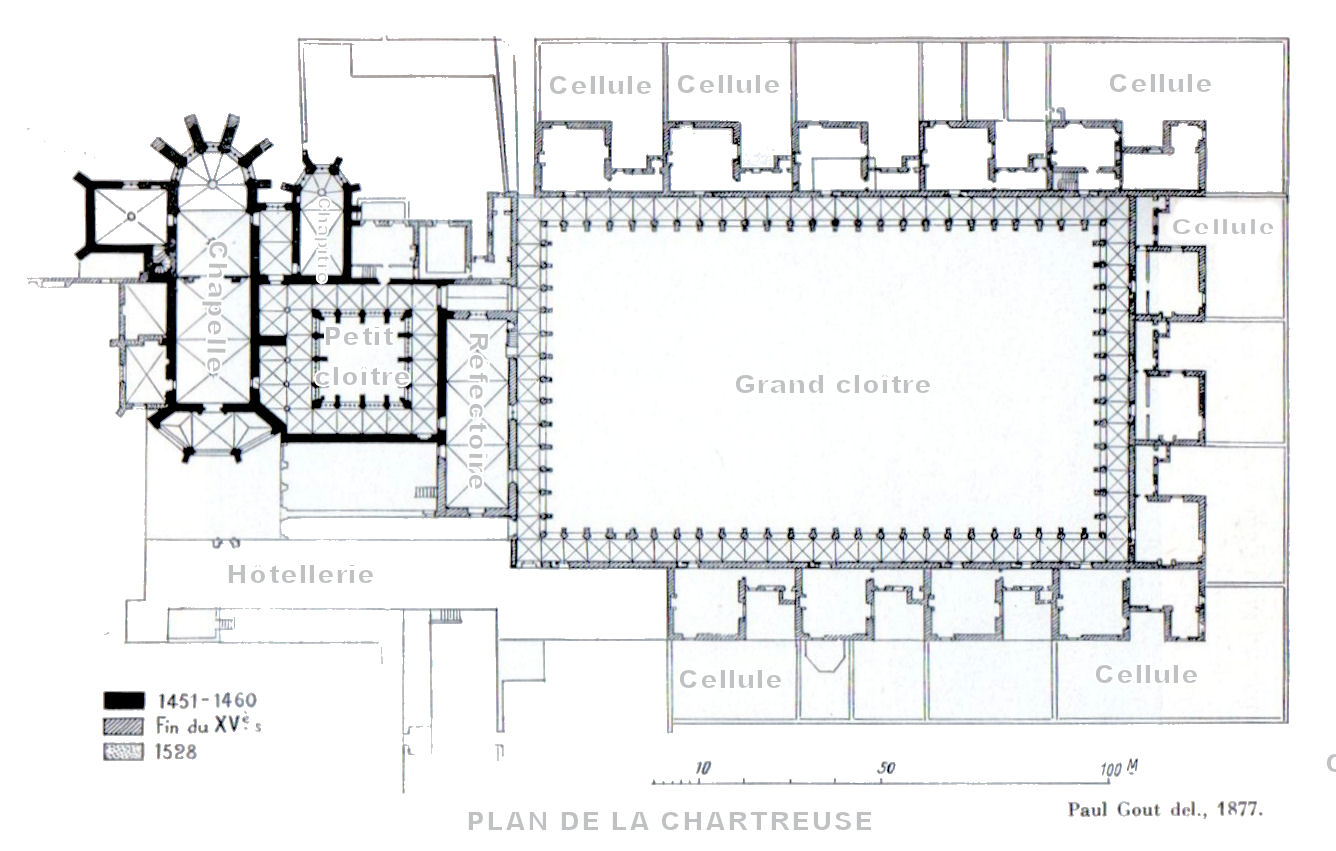
Plan de chartreuse, avec son grand cloître (entouré de treize ermitages).

On appelle grand cloître en architecture religieuse et monastique la vaste galerie couverte en forme de quadrilatère qui donne accès aux logis individuels des moines-ermites chartreux.
Le grand cloître est une particularité des monastères de l’ordre des chartreux. Cette appellation n'apparait qu'assez tardivement, les chartreux désignant ce cloître sous le terme galilea, en français : « galilée », au moins jusqu'au XVIe siècle.

## Description
Les moines et moniales chartreux ayant un mode de vie religieuse a mi-chemin entre l'érémitisme et le cénobitisme, chacun a son habitation individuelle, beaucoup plus large qu’une cellule bénédictine, dont l'organisation semble fixée dès le xie siècle. Celles-ci, idéalement au nombre de douze plus celle du prieur, sont rassemblées autour du grand cloître et sont complètement isolées les unes des autres.
La forme la plus courante comprend un lieu de séjour avec une cheminée (où le chartreux prend ses repas), un atelier de travail, un oratoire privé avec prie-Dieu faisant aussi office de cabinet d'étude, et alcôve (pour la nuit). L’ensemble fait environ 50 m2[réf. souhaitée]. Ces éléments sont le plus souvent répartis sur deux niveaux, mais étaient peut-être de plain-pied dans les chartreuses primitives. Chaque logis a également, à l'opposé de la galerie, un jardin entouré de hauts murs que le père chartreux doit entretenir. Exercices spirituels ou physiques, étude, lectio divina ou travail manuel, repas et repos, tout se fait ou se passe dans le logis personnel. Seule l’Eucharistie et quelques parties de l’office divin les rassemblent dans l’église[réf. souhaitée].

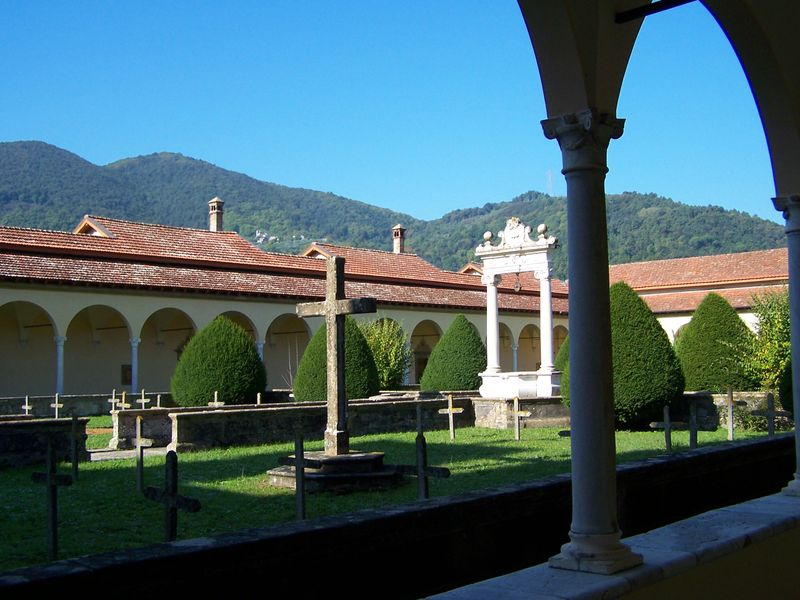
Grand cloître de la chartreuse de Farneta (Italie).

Tous ces logis ont une seule ouverture extérieure : elle donne sur le grand cloître du monastère. Ainsi les monastères de chartreux ont deux cloîtres : le « petit cloître » comme carrefour rassemblant tous les lieux communautaires d’une abbaye ou monastère (église, salle capitulaire, scriptorium et bibliothèque, réfectoire et cuisine, etc.) et un grand cloître servant de passage aux moines pour aller de leur logis au petit cloître et autres lieux communs. Au contraire du premier, le grand cloître n'est pas explicitement mentionné dans la règle de l'ordre, les Consuetudines Cartusiæ.
Les frères convers qui apportaient les repas aux pères et le leur passaient par un guichet se trouvant à côté de la porte d'entrée de leur logis, faisaient le tour du grand cloître[réf. souhaitée]. Avant le XIIIe siècle les cellules comportaient elles-mêmes une cuisine. Tout est fait pour respecter la solitude et le silence de chacun et éviter les contacts non nécessaires[réf. souhaitée].
La dimension du grand cloître dépend du nombre de logis qui y sont attachés. Certains ont plus de 100 mètres de côté. Le grand cloître de la chartreuse de Villefranche-de-Rouergue a une dimension de 66 mètres sur 40 mètres[réf. souhaitée].
Souvent le cimetière du monastère se trouve dans la partie centrale du grand cloître : des tombes anonymes ayant une simple croix, sans aucun nom ou inscription particulière.